# Derek Ashton
Derek Ashton (4 tháng 7 năm 1922 – 16 tháng 2 năm 1997) là một cầu thủ bóng đá người Anh thi đấu ở vị trí hậu vệ ở Football League cho Aston Villa. Ông đầu quân cho Wolverhampton Wanderers nhưng không ra sân, và thi đấu bóng đá non-league cho Wellington Town.